# 4711 (getal)
Het getal 4711 is een natuurlijk getal, volgend op 4710 en voorafgaand aan 4712.

## Andere betekenissen
- 4711 is een merknaam van de beroemde eau de cologne, vernoemd naar het huisnummer waar het product werd gemaakt. Zie hiervoor 4711 (merknaam).
  - Een nummer van de zanger Boudewijn de Groot heet Canzone 4711.
- 4711 was jarenlang bij de NS het treinnummer voor de "strontexpress", de huisvuiltrein van Den Haag naar de VAM in Wijster.